# 1977-es Formula–1 amerikai nagydíj
A kelet-amerikai nagydíj volt az 1977-es Formula–1 világbajnokság tizenötödik futama.

## Futam
| Helyezés | #  | Versenyző             | Csapat/Motor       | Körök | Idő/Kiesés oka | Rajthely | Pontszám |
| -------- | -- | --------------------- | ------------------ | ----- | -------------- | -------- | -------- |
| 1        | 1  | James Hunt            | McLaren-Ford       | 59    | 1:58:23,267    | 1        | 9        |
| 2        | 5  | Mario Andretti        | Lotus-Ford         | 59    | + 2,026        | 4        | 6        |
| 3        | 20 | Jody Scheckter        | Wolf-Ford          | 59    | + 1:18,879     | 9        | 4        |
| 4        | 11 | Niki Lauda            | Ferrari            | 59    | + 1:40,615     | 7        | 3        |
| 5        | 22 | Clay Regazzoni        | Ensign-Ford        | 59    | + 1:48,138     | 19       | 2        |
| 6        | 12 | Carlos Reutemann      | Ferrari            | 58    | + 1 kör        | 6        | 1        |
| 7        | 26 | Jacques Laffite       | Ligier-Matra       | 58    | + 1 kör        | 10       |          |
| 8        | 24 | Rupert Keegan         | Hesketh-Ford       | 58    | + 1 kör        | 20       |          |
| 9        | 16 | Jean-Pierre Jarier    | Shadow-Ford        | 58    | + 1 kör        | 16       |          |
| 10       | 30 | Brett Lunger          | McLaren-Ford       | 57    | + 2 kör        | 17       |          |
| 11       | 18 | Hans Binder           | Surtees-Ford       | 57    | + 2 kör        | 25       |          |
| 12       | 7  | John Watson           | Brabham-Alfa Romeo | 57    | + 2 kör        | 3        |          |
| 13       | 28 | Emerson Fittipaldi    | Fittipaldi-Ford    | 57    | + 2 kör        | 18       |          |
| 14       | 4  | Patrick Depailler     | Tyrrell-Ford       | 56    | + 3 kör        | 8        |          |
| 15       | 9  | Alex Ribeiro          | March-Ford         | 56    | + 3 kör        | 23       |          |
| 16       | 3  | Ronnie Peterson       | Tyrrell-Ford       | 56    | + 3 kör        | 5        |          |
| 17       | 25 | Ian Ashley            | Hesketh-Ford       | 55    | + 4 kör        | 22       |          |
| 18       | 27 | Patrick Nève          | March-Ford         | 55    | + 4 kör        | 24       |          |
| 19       | 19 | Vittorio Brambilla    | Surtees-Ford       | 54    | + 5 kör        | 11       |          |
| Kiesett  | 15 | Jean-Pierre Jabouille | Renault            | 30    | Generátor      | 14       |          |
| Kiesett  | 6  | Gunnar Nilsson        | Lotus-Ford         | 17    | Baleset        | 12       |          |
| Kiesett  | 8  | Hans-Joachim Stuck    | Brabham-Alfa Romeo | 14    | Baleset        | 2        |          |
| Kiesett  | 10 | Ian Scheckter         | March-Ford         | 10    | Baleset        | 21       |          |
| Kiesett  | 2  | Jochen Mass           | McLaren-Ford       | 8     | Üzemanyagpumpa | 15       |          |
| Kiesett  | 14 | Danny Ongais          | Team Penske-Ford   | 6     | Baleset        | 26       |          |
| Kiesett  | 17 | Alan Jones            | Shadow-Ford        | 3     | Baleset        | 13       |          |
| NK       | 23 | Patrick Tambay        | Ensign-Ford        |       |                |          |          |

## Statisztikák
Vezető helyen:
- Hans-Joachim Stuck: 14 (1-14)
- James Hunt: 45 (15-59)

James Hunt 9. győzelme, 14. pole-pozíciója, Ronnie Peterson 6. leggyorsabb köre.
- McLaren 23. győzelme.